# Eustoma russellianum
Eustoma russellianum, és una espècie de planta ornamental molt utilitzada en rams de casaments que pertany al gènere de la genciana. El seu anterior nom binomial era Eustoma grandiflorum. i Lisianthus russellianum.

## Descripció
Eustoma russellianum té fulles de color verd-blavós i flors acampanades de color blau, rosat o blanc. És planta nativa de la regió de les Great Plains d'Amèrica del Nord.

## Varietats

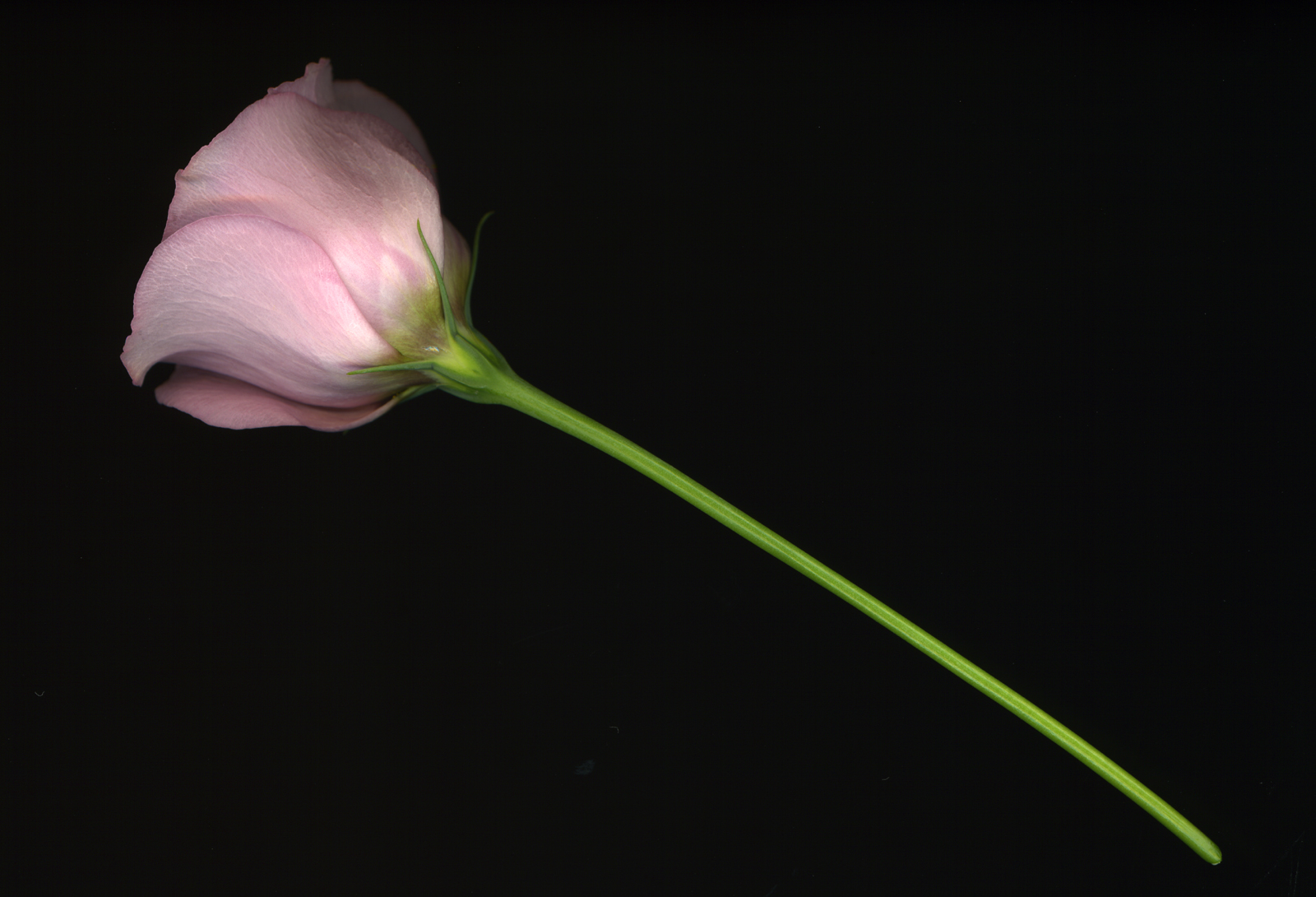
varietat rosada.

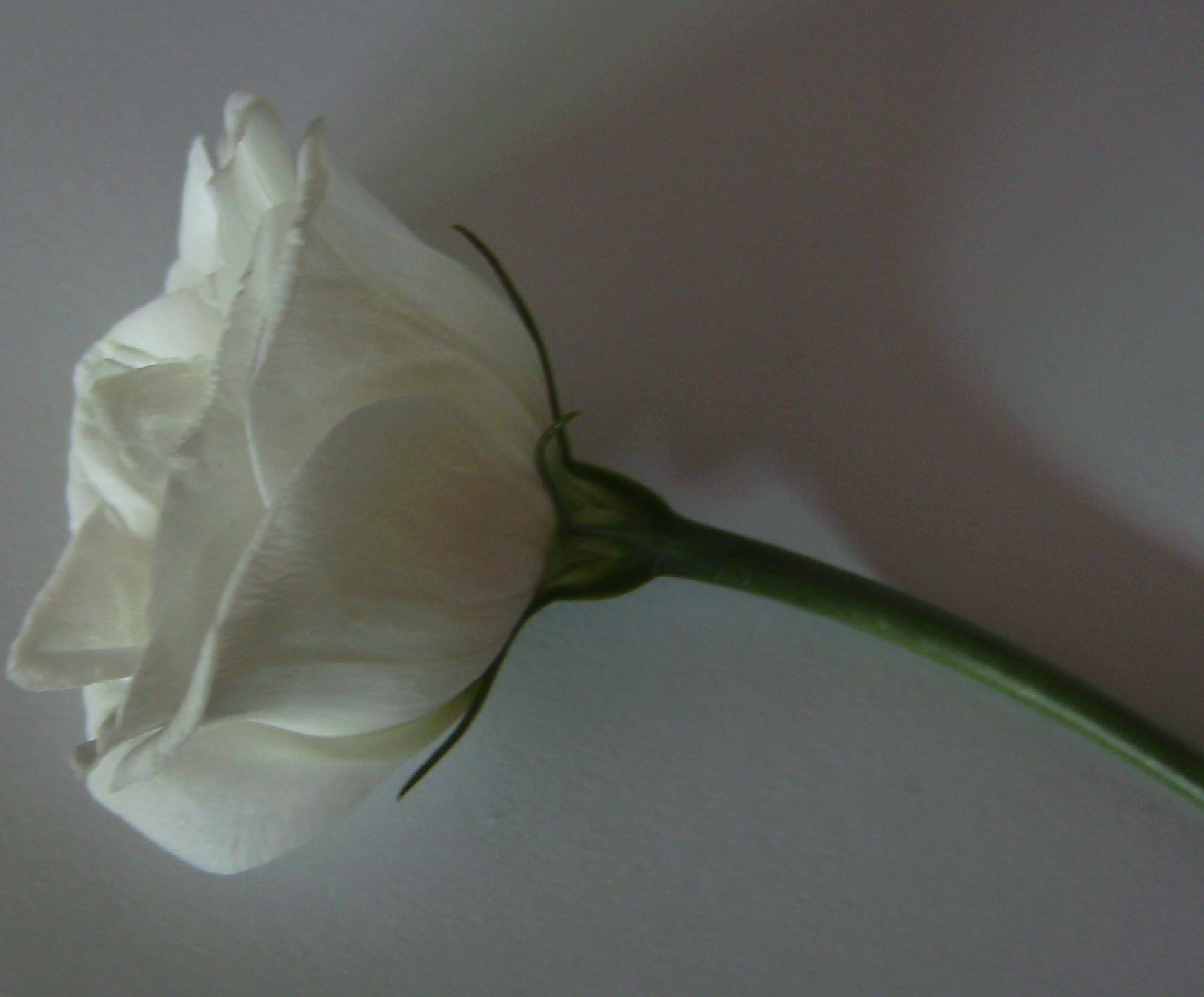
Varietat blanca de perfil.

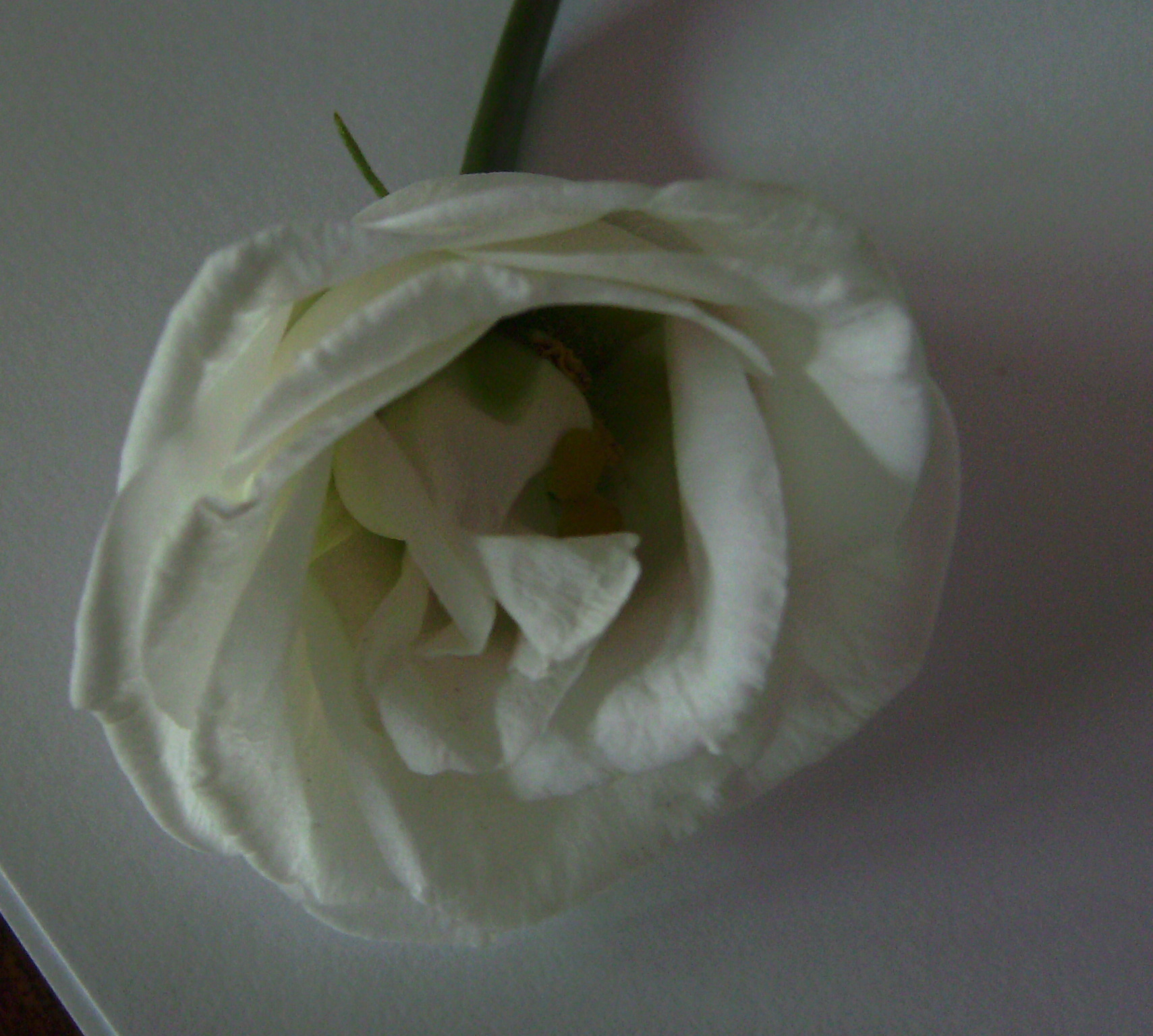
Varietat blanca de front mostrant part del carpel i dels estams.

Els seleccionador japonesos van fer un gran nombre de creuaments i van crear nous cultivars fins al punt que els Eustoma reben a Dinamarca el nom de roses japoneses.

## Patologies
| Malaltia fúngica       | Malaltia fúngica                   |
| ---------------------- | ---------------------------------- |
| Botrytis               | Botrytis cinerea                   |
| Cercospora             | Cercospora eustomae                |
| Curvularia             | Curvularia sp.                     |
| Míldiu                 | Peronospora chlorae                |
| Fusarium de la tija    | Fusarium solani Fusarium avenaceum |
| Podridura per Fusarium | Fusarium oxysporum                 |
| Phyllosticta en fulla  | Phyllosticta sp.                   |
| Pythium en arrel       | Pythium sp.                        |
| Rhizoctonia en tija    | Rhizoctonia solani                 |
| Sclerophoma en tija    | Sclerophoma eustomis               |

### Virus
| Malaltia per virus i viroides | Malaltia per virus i viroides                          |
| ----------------------------- | ------------------------------------------------------ |
| Bean yellow mosaic            | gènere Potyvirus, Bean yellow mosaic virus (BYMV)      |
| Cucumber mosaic               | gènere Cucumovirus, Cucumber mosaic virus (CMV)        |
| Impatiens necrotic spot       | genus Tospovirus, Impatiens necrotic spot virus (INSV) |
| Lisianthus necrosis           | Lisianthus necrosis virus (LNV)                        |
| Tobacco mosaic                | gènere Tobamovirus, Tobacco mosaic virus (TMV)         |